# 竹島ファンタジー館
竹島ファンタジー館（たけしまファンタジーかん）は、愛知県蒲郡市にある鉱物と化石、貝のテーマパーク。旧称は、蒲郡ファンタジー館。

## 概要
1983年（昭和58年）、蒲郡ファンタジー館としてオープン。その後、2010年（平成22年）より長らく休館していたが、2013年（平成25年）に碧南市の食品卸問屋「かね高」が建物を取得。改装後の2014年（平成26年）8月2日に竹島ファンタジー館としてリニューアルオープンした。
館内には世界110カ国で収集された、約5,500万点の貝で制作されたオブジェのほか、希少な貝と石を展示する「貝と石の展示室」と4つのミニシアターなどで構成されている。また、鮮魚や干物を販売する「魚々の里 とまりん」を併設している。

## 交通アクセス
- 東名高速道路「音羽蒲郡IC」より約30分[5]。
- 国道23号（蒲郡バイパス）「蒲郡IC」より約15分[5]。
- JR東海道本線・名鉄蒲郡線「蒲郡駅」より、徒歩で約20分[5]。
- 名鉄バス「竹島東」バス停下車、徒歩で約3分[5]。